# David Moncoutié
David Moncoutié (Provins, 30 d'abril de 1975) és un exciclista francès, professional des del 1997 al 2012, sempre a l'equip Cofidis.
Bon escalador, la seva primera victòria com a professional l'aconseguí al Critèrium del Dauphiné Libéré de 1999. Els seus primeres grans èxits a les grans voltes els aconseguí al Tour de França, on guanyà dues etapes, una el 2004 i una altra el 2005.
Els darrers anys ha aconseguit realitzar molt bones edicions de la Volta a Espanya, guanyant una etapa i la classificació de la muntanya en les edicions de 2008, 2009, 2010 i 2011.

## Palmarès
- 1999
  - Vencedor d'una etapa al Critèrium del Dauphiné Libéré
- 2000
  - Vencedor d'una etapa del Tour de l'Avenir
- 2001
  - Vencedor d'una etapa del Tour del Llemosí
- 2002
  - 1r a la Clàssica d'Alcobendas i vencedor d'una etapa
  - Vencedor d'una etapa del Critèrium Internacional
- 2003
  - 1r al Gran Premi de Lugano
  - Vencedor d'una etapa a la Ruta del Sud
  - Vencedor d'una etapa al Tour del Mediterrani
- 2004
  - Vencedor d'una etapa del Tour de França
- 2005
  - Vencedor d'una etapa del Tour de França
  - Vencedor d'una etapa de la Volta a Euskadi
- 2008
  - Vencedor d'una etapa a la Volta a Espanya. 1r de la classificació de la muntanya
- 2009
  - Vencedor d'una etapa a la Volta a Espanya. 1r de la classificació de la muntanya
  - Vencedor d'una etapa al Critèrium del Dauphiné Libéré
  - Vencedor d'una etapa al Tour del Mediterrani
- 2010
  - 1r a la Ruta del Sud i vencedor d'una etapa
  - Vencedor d'una etapa a la Volta a Espanya. 1r de la classificació de la muntanya
- 2011
  - 1r al Tour del Mediterrani i vencedor d'una etapa
  - 1r al Tour de l'Ain
  - Vencedor d'una etapa a la Volta a Espanya. 1r de la classificació de la muntanya

### Resultats al Tour de França
- 2000. 75è de la classificació general
- 2001. 48è de la classificació general
- 2002. 13è de la classificació general
- 2003. 43è de la classificació general
- 2004. 34è de la classificació general. Vencedor d'una etapa
- 2005. 67è de la classificació general. Vencedor d'una etapa
- 2006. 58è de la classificació general
- 2008. 42è de la classificació general
- 2009. 58è de la classificació general
- 2011. 41è de la classificació general
- 2012. Abandona (12a etapa)

### Resultats a la Volta a Espanya
- 2008. 8è de la classificació general. Vencedor d'una etapa. 1r de la classificació de la muntanya
- 2009. 27è de la classificació general. Vencedor d'una etapa. 1r de la classificació de la muntanya
- 2010. 14è de la classificació general.Vencedor d'una etapa. 1r de la classificació de la muntanya
- 2011. 37è de la classificació general.Vencedor d'una etapa. 1r de la classificació de la muntanya

### Resultats al Giro d'Itàlia
- 2010. 68è de la classificació general